# Karol Kubala

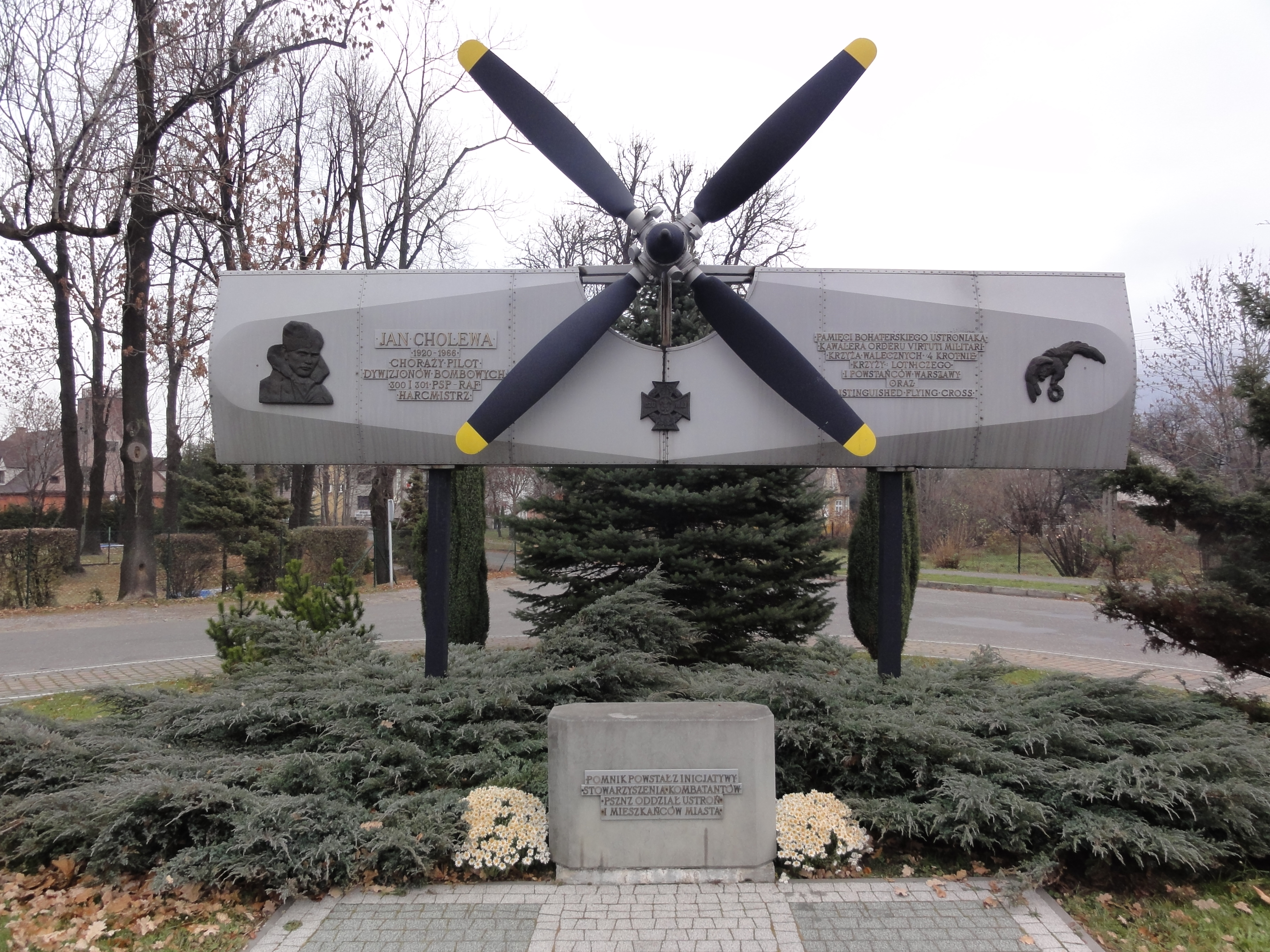
Pomnik lotnika Jana Cholewy w Ustroniu

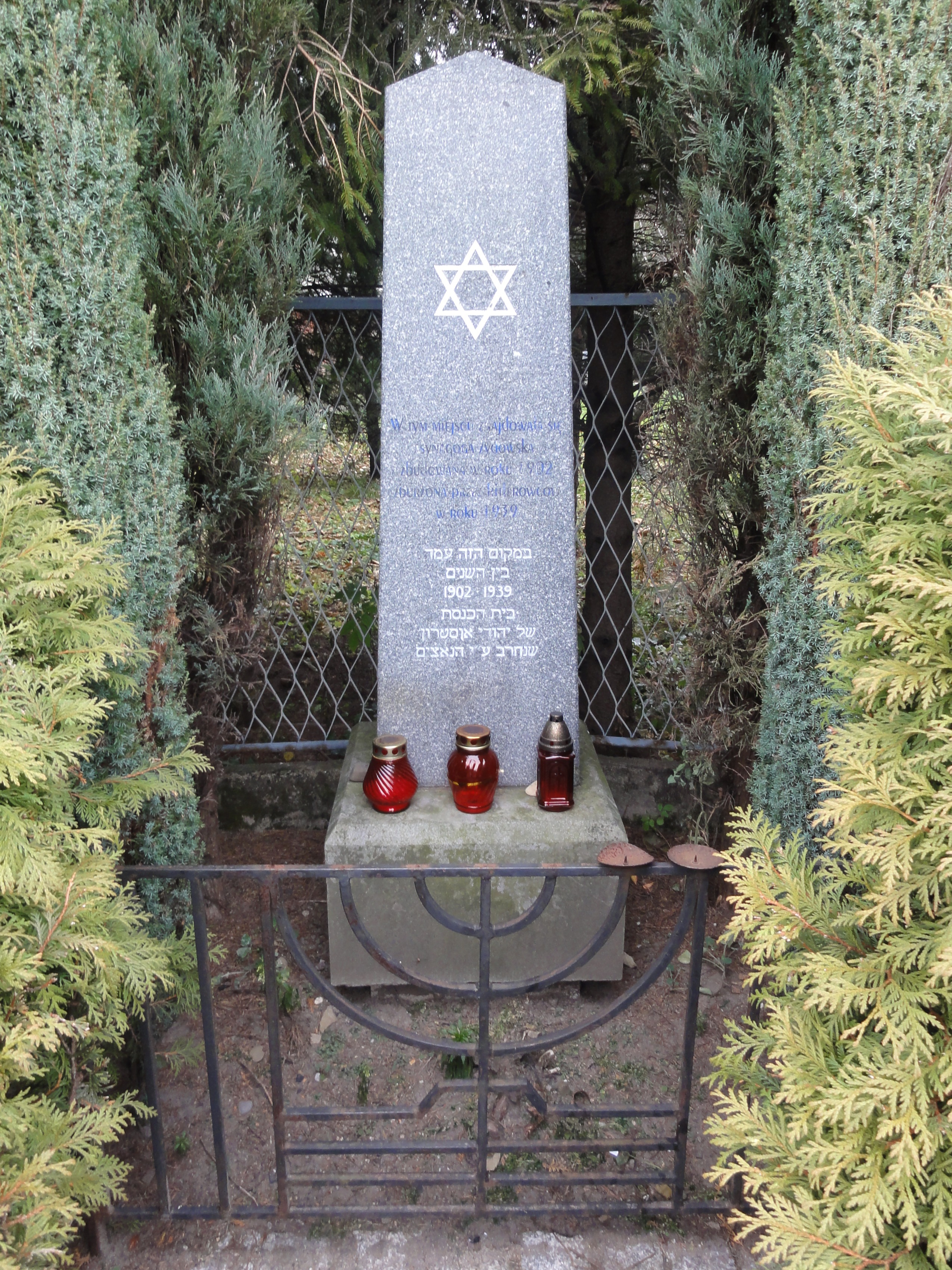
Pomnik upamiętniający istnięjącą w Ustroniu synagogę

Karol Kubala (ur. 20 grudnia 1936 w Nierodzimiu, zm. 11 listopada 2013 w Cieszynie) – artysta rzeźbiarz, malarz, scenograf oraz architekt wnętrz. W latach 1984–1998 oraz 2002–2006 był radnym Rady Miejskiej w Ustroniu.

## Życiorys
Syn Karola i Anny. Karol Kubala jest absolwentem Akademii Sztuk Pięknych w Krakowie oraz Studium Ceramiki i Projektowania. W latach 1974–1990 był kierownikiem zespołu pracowni plastycznych w Fabryce Samochodów Małolitrażowych w Bielsku-Białej. Od lutego 2000 r. systematycznie prowadzi cotygodniowe warsztaty plastyczne dla członków ST „Brzimy”. Został odznaczony odznaką „Zasłużony Działacz Kultury”, „Zasłużony dla Miasta Ustronia”, Medalem 40-lecia Polski Ludowej oraz Krzyżem Kawalerskim Orderu Odrodzenia Polski (2009). W 2001 został uhonorowany Laurem „Srebrnej Cieszynianki”.